# William Byrd II

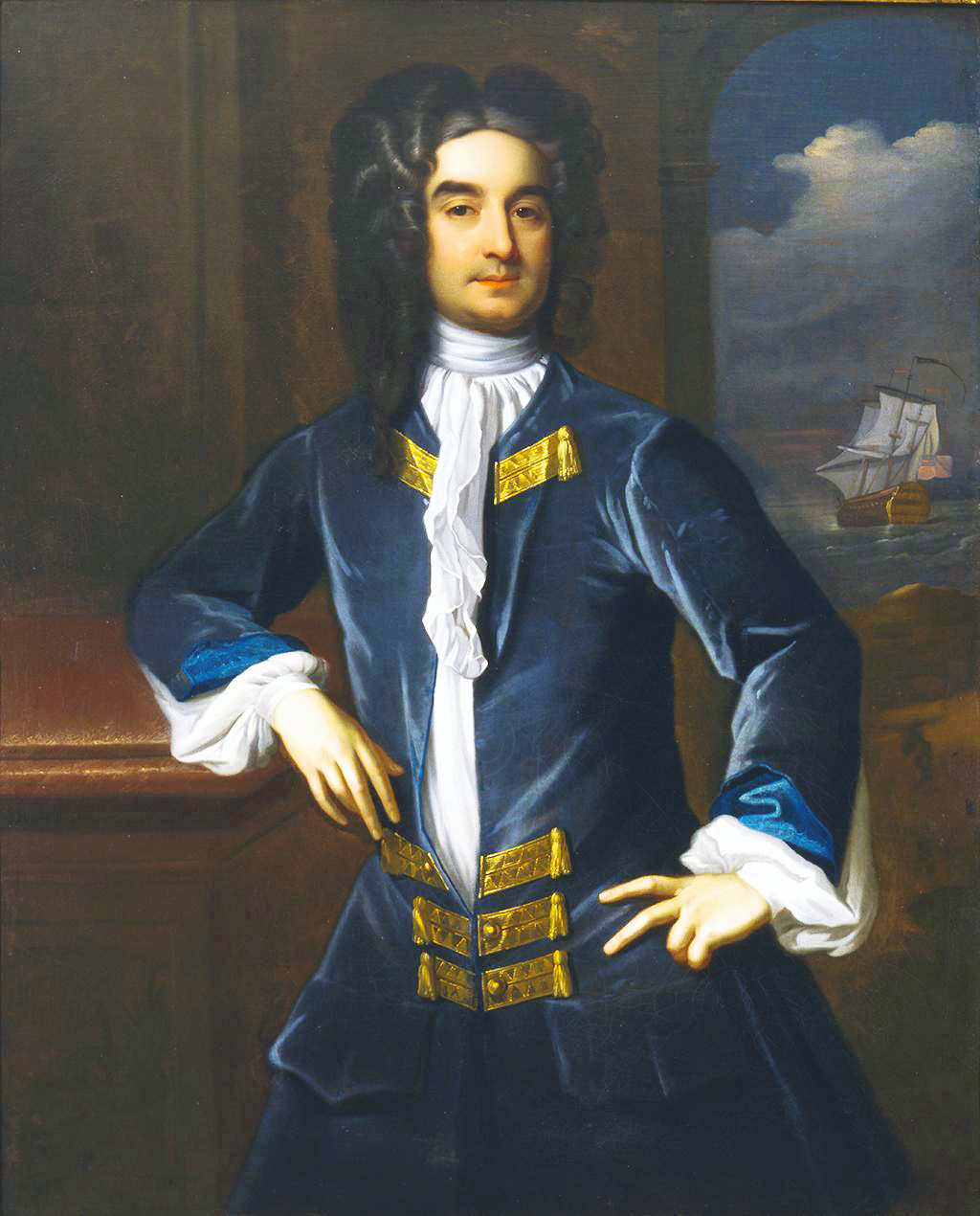
Portret van William Byrd II.

William Byrd II (Charles City County, 28 maart 1674 - aldaar, 26 augustus 1744) was een Amerikaanse schrijver, politicus en plantagebezitter. Aangenomen wordt dat hij de stad Richmond heeft gesticht. Veel van zijn werk maakt tegenwoordig deel uit van de Amerikaanse literaire canon.

## Biografie
William Byrd II was de zoon van William Byrd I en Mary Horsmanden. Toen hij zeven jaar was werd hij door zijn vader naar Londen gestuurd, waar hij zich al spoedig begon te interesseren voor de rechtspraak. William Byrd II volgde later in Essex onderwijs aan de Felsted School. Vervolgens was hij 37 jaar lang een King's Counsel. 
Na de dood van zijn  vader in 1704 keerde William Byrd II terug naar Virginia, waar hij tevergeefs probeerde gouverneur te worden. Uit romantische overwegingen keerde hij vervolgens terug naar Londen, waar de Britse regering hem echter weer wegstuurde. Terug in Virginia aanvaardde William Byrd II uiteindelijk de rol van afgevaardigde. Hij stichtte de Westover Plantation en legde tevens de kostbaarste bibliotheek van de kolonie van Virgina aan, met ongeveer 4000 boeken. 
William Byrd II was ook lid van de Royal Society. In 1737 heeft hij vermoedelijk de stad Richmond gesticht. 
William Byrd II trouwde met Lucy Parke, een mooi en rijk meisje wier vader, Daniel Parke II, gouverneur van de Leeward eilanden was. William en Lucy kregen een dochter, Jane Byrd. Ze hadden daarnaast echter zowel huwelijksproblemen als onenigheid over andere zaken zoals geld en of Lucy in de bibliotheek mocht komen, wat William niet wilde. In 1715 overleed Lucy aan de pokken, waarna William Byrd II zichzelf zware verwijten maakte en meende dat God hem had gestraft voor zijn hooghartige houding. Acht jaar later trouwde hij opnieuw met Maria Taylor, een vrouw die veel onderdaniger was dan Lucy. 
Na zijn dood werd William Byrd II op de Westover Plantation begraven. Zijn zoon, William Byrd III, koos ervoor mee te vechten in de Franse en Indiaanse Oorlog en verkwistte het vermogen van zijn vader, waarna hij in 1768 een deel van het familielandgoed verkocht.
Het Byrd Park in Richmond is vernoemd naar William Byrd II.

## Werken
In de Westover Manuscripts (1841) is het werk van William Byrd II gebundeld. Deze bundel bevat de volgende delen: 
- The History of the Dividing Line betwixt Virginia and North Carolina
- The Secret History of the Line
- A Journey to the Land of Eden
- A Progress to the Mines
- The Secret Diaries of William Byrd of Westover

In de jaren 40 van de 20e eeuw werden ook de dagboeken van William Byrd II gepubliceerd, die hij was begonnen bij te houden in 1709, nadat hij was aangesteld bij de Raad van Viriginia. William Byrd II's dagboeken gaan vooral over staatszaken en het bestuur van zijn plantage.  